# Xenochilicola haroldotoroi
Xenochilicola haroldotoroi là một loài Hymenoptera trong họ Colletidae. Loài này được Genaro & Packer mô tả khoa học năm 2005.